# كلية جنوب لندن المسيحية
كلية جنوب لندن المسيحية هي كلية دولية ذات رؤية لتدريب القادة من الجنوب العالمي تأسست في عام 1991 في كلابهام، لندن، إنجلترا. ثم انتقل بعد ذلك في عام 2006 إلى جروف بارك، لندن، حتى إغلاقه في أكتوبر 2012. تم استئناف التدريب في عام 2013 تحت الرعاية الجديدة للمعهد المسيحي العالمي.

## تاريخ
على مر السنين، جاء طلاب كلية جنوب لندن المسيحية من حوالي 45 دولة مختلفة من العالم وتخرج أكثر من 1000 منهم بعد إكمال دراستهم. وتضمنت البرامج المقدمة على مر السنين التعليم بدوام كامل وبدوام جزئي والتعليم عن بعد من الشهادة إلى درجات الدراسات العليا. وشملت مجالات الدراسة اللاهوت والدراسات الوزارية والبعثات والاستشارة المسيحية والموسيقى والعبادة المسيحية. رؤية SLCC: "إلهام القلوب وتثقيف العقول".
قدمت الكلية تدريبات عملية وتقييمات شملت أنشطة مثل التدريب في الكنيسة. كما ذهب الطلاب أيضًا في جولات الكتاب المقدس في إسرائيل ورحلات تبشيرية دولية إلى دول مثل بلجيكا ومولدوفا وباكستان والهند وأوغندا وكينيا وزامبيا وزيمبابوي وجنوب أفريقيا وغانا وغامبيا.
تم تسجيل الكلية في البداية لدى وزارة التعليم والمهارات (المملكة المتحدة) ( DfES) في عام 2005، ثم اُعتمدت في عام 2009 من قبل منظمة معينة من قبل OfSTED، وخدمة الاعتماد للكليات الدولية (ASIC) وحصلت على تصنيف A. وفقًا للمبادئ التوجيهية الحكومية لعام 2011 للكليات من أجل الحصول على إشراف تعليمي حكومي، اجتازت SLCC عملية تفتيش مع هيئة تفتيش مدارس بريدج (BSI)، والتي تولت دور ASIC.
في أكتوبر 2012، توقفت كلية جنوب لندن المسيحية عن العمل وإدارة البرامج لأسباب مالية. استؤنف التدريب في عام 2013 تحت الاسم الجديد المعهد المسيحي العالمي (GCI).

## تفويض التدريب
تتمثل مهمة GCI في تقديم تدريب قيادي مخصص قصير المدى أو طويل المدى في مراكز الكنيسة المحلية بناءً على طلب قساوسة الكنائس المحلية في جميع أنحاء المملكة المتحدة وأوروبا. وقد صُممت وقُدمت برامج تدريبية حديثة للكنائس التالية:
- كنيسة ألايف الدولية، توتنهام، لندن (2013).[4] (المضيف: القس صموئيل بنتيل)
- جمعية المنتصرين المسيحية الدولية، بليموث (2013-2015).[5] (المضيف: القس مايكل إيليلادوا)

- كنيسة لاتر رين بيثاني، بيكهام، لندن (2013 حتى الآن).[6] (المضيف: الأسقف سي إل جرين)

- AFMIM كرويدون، سري (2015-2017).[7] (المضيف: القس أنتوني تشيرارا)

- كنيسة لا غلوريا ديل شاداي (الإسبانية)، كامبرويل، لندن (2015-2017).[8] (المضيف: القس كلوديا جاليانو)
- وزارة الخمسينية لكسب النفوس، نافان (بالقرب من دبلن)، أيرلندا (2017 حتى الآن). (المضيف: القس مايكل أروولو)

## قيادة
- 1991–2012 - الدكتور فيمي أولوو
- 1991-2012 - الدكتور فرانك أوفوسو أبياه
- 1996–2012 - الدكتور ديفيد كورتيس[9]
- 2006–2012 - الدكتور ماير فان رينسبورغ[10]
- 2006–2012 - ميرسيا ماكدونالد

## روابط خارجية
- جون هيوز (المحرر)، من هم أبرز الشخصيات السوداء الناجحة ( من هم أبرز الشخصيات السوداء في الألفية)، لندن، مجموعة إثنيك ميديا المحدودة - نيو نيشن آند كاريبيان تايمز ، 1999
- ثلاثة كينيين يتخرجون في لندن حاملين كلمة